# Zona economica esclusiva italiana

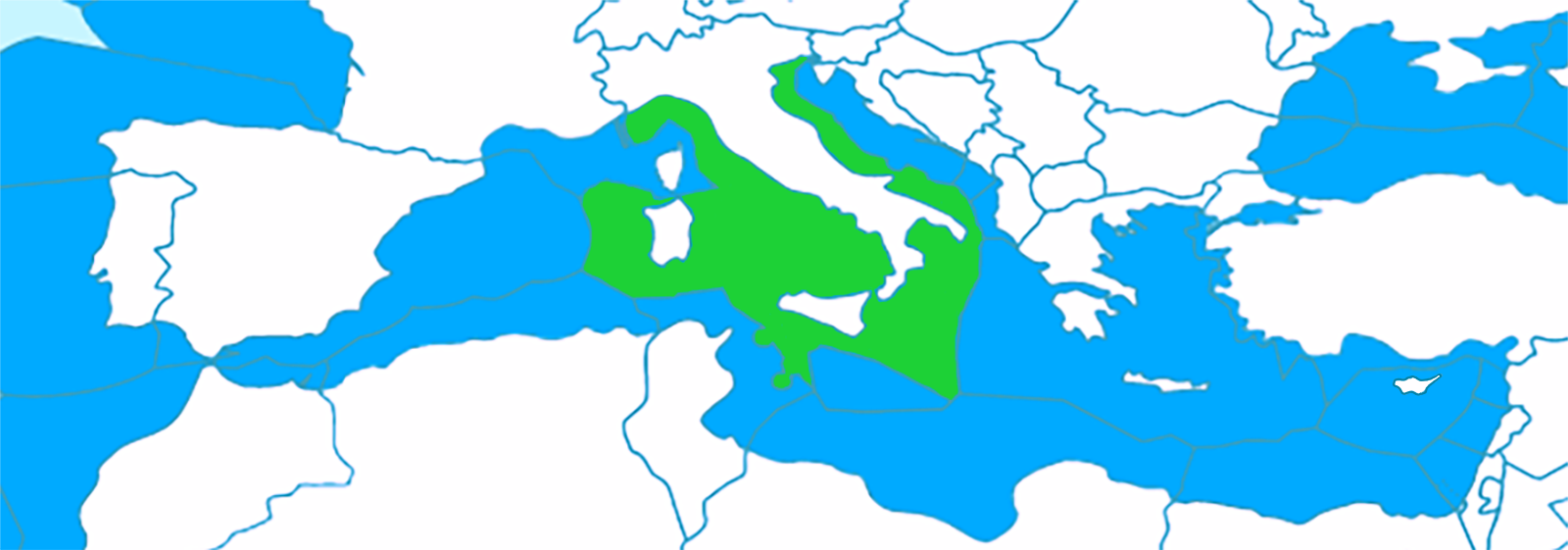
La Zona Economica Esclusiva d'Italia in verde

La zona economica esclusiva Italiana è la 48ª area più grande al mondo, con una superficie di 541.915 km². L'Italia rivendica una ZEE di 200 nmi (370,4 km) dalle sue coste sul Mar Tirreno a ovest, sul Mar Ionio a sud e sul Mar Adriatico a est. La sua ZEE è delimitata da confini marittimi con i paesi vicini a nord-ovest, est e sud-est.
A partire dalla seconda metà del XX secolo l'Italia ha ratificato trattati internazionali per definire i propri confini marittimi con Francia, Spagna, Algeria, Tunisia, Libia, Malta, Grecia, Albania, Montenegro, Croazia e Slovenia.

## Storia
Alla fine degli anni novanta del XX secolo, nessun Paese affacciato sul Mar Mediterraneo aveva proclamato una ZEE, anche se ne aveva il diritto. Alla base di questa situazione c'erano soprattutto considerazioni geografiche: in nessun punto del Mediterraneo le coste si trovano a 400 o più miglia di distanza dalle coste opposte di un altro paese. C'erano anche ragioni di opportunità, ad es. evitare di turbare lo status quo per eventuali controversie. Il Mediterraneo era quindi caratterizzato da vaste zone di alto mare, e c'erano solo zone limitate riservate alla pesca, come una ZEE maltese di 25 miglia. In Italia, la UNCLOS è entrata in vigore il 16 dicembre 1994.
Alla fine del XX secolo questo principio è stato minato da iniziative di alcuni paesi:
- 1994: Zona di pesca limitata di Algeria
- 1997: Zona di protezione della pesca della Spagna
- 2003: zone di protezione ecologica della Francia; Zona di protezione ecologica e della pesca della Croazia
- 2005: Libia zona di protezione della pesca
- 2006: la zona di protezione ecologica dell'Italia[3]

Un impulso alla creazione di ZEE è venuto anche dalla politica di gestione delle risorse marine dell'Unione europea per contrastare lo sviluppo della pesca illegale da parte dei pescherecci dei paesi asiatici (vedi Politica comune della pesca).

## Controversie
Si premette che la configurazione geografica del Mediterraneo, le cui coste non distano in nessun punto 400 o più miglia dalle coste opposte di un altro Stato, unitamente alla sua particolare natura di «mare chiuso», portano ad escludere che qualche Stato possa proclamare unilateralmente una ZEE dell’ampiezza di 200 mg. 
Un’iniziativa del genere sarebbe contraria al diritto internazionale e darebbe luogo, perciò, ad un contenzioso con gli Stati frontisti. L’unica ipotesi legittima è difatti quella della delimitazione consensuale, realizzata mediante accordo tra gli Stati con coste opposte o adiacenti in modo da raggiungere un «risultato equo» (UNCLOS 74,1).
Ciò premesso, si riportano di seguito una serie di controversie internazionali in atto. 

### Algeria
L'Algeria ha proclamato la propria ZEE il 17 aprile 2018. Il 28 novembre 2018 la missione permanente dell'Italia presso le Nazioni Unite ha segnalato congiuntamente alla Spagna che il provvedimento algerino è stato preso unilateralmente e senza consultarli. Il 20 giugno 2019 l'Algeria ha comunicato all'ambasciata italiana la sua piena disponibilità a lavorare insieme, al fine di raggiungere una soluzione equa e reciprocamente vantaggiosa.

### Croazia
La ZERP (Zona di protezione ecologica e della pesca) della Croazia nel mare Adriatico ha causato attriti con l'Italia e la Slovenia e ha causato problemi durante l'adesione della Croazia all'Unione europea.
Nel 2015 è stato raggiunto un accordo per vietare la pesca nella fossa di Pomo al fine di permettere il ripopolamento dell'adriatico di naselli e scampi.
Con la legge 15 maggio 2023, n. 62 viene ratificato e data esecuzione all’Accordo tra la Repubblica italiana e la Repubblica di Croazia sulla delimitazione delle zone economiche esclusive, fatto a Roma il 24 maggio 2022.

### Francia
Il 21 marzo 2015 a Caen viene sottoscritto un trattato per definire il confini marittimi lungo la Costa Azzurra, fra l'arcipelago toscano e la Corsica e a nord della Sardegna nello stretto delle Bocche di Bonifacio. Questo accordo sarebbe andato a recepire le norme internazionali sui confini marittimi rispettando il principio di equidistanza andando a sostituire gli accordi di Mentone del 1892 e ad inglobare gli accordi sulle Bocche di Bonifacio del 1986. Nel gennaio 2016 a seguito del sequestro del peschereccio "Mina" al largo delle coste liguri la questione assume rilevanza nel dibattito politico italiano. Successivamente la Francia ammette l'errore nel sequestrare il peschereccio dato che il trattato non era stato ratificato dal parlamento italiano e di conseguenza nullo.

### Spagna
In merito alle zone di pesca esistenti in Mediterraneo, con Decreto Reale 1997, la Spagna ha istituito una zona di protezione della pesca nel Mar Mediterraneo. Con esso si dava atto di possedere, in tale zona, diritti sovrani ai fini della conservazione delle risorse marine viventi, nonché della gestione e controllo della pesca, fatta salva la competenza esclusiva in materia dell’Unione Europea. 
Tale iniziativa non è stata favorevolmente accolta dall’Italia e dalla Francia, in quanto adottata unilateralmente e senza nessun coordinamento in sede comunitaria. 
Nel particolare, dalla prospettiva italiana, la linea di delimitazione dinanzi alla Sardegna non risultava coerente rispetto alla delimitazione della piattaforma continentale stabilita Accordo tra le parti del 19 febbraio 1974, riservandosi di sollevare la questione allorquando si sarebbe determinato di istituire ad Ovest della Sardegna una analoga zona soggetta alla giurisdizione funzionale italiana.